# Джед Рубенфелд
Джед Рубенфелд (на английски: Jed Rubenfeld) е преподавател по право в Йейлския университет и пише документални книги и трилъри.

## Биография
Джед Рубенфелд е роден през 1959 г. във Вашингтон в богато еврейско семейство. Баща му е бил психиатър, а майка му художествен критик.
Завършва с пълно отличие магистърска степен по право в Принстън през 1980 г. Между 1980 г. и 1982 г. учи театър и драма в училище „Juilliard“. След това специализира право в Харвард и получава с отличие докторска степен през 1986 г. От 1986 до 1987 г. той работи като стажант при федералния съдия Джоузеф Тайри в Апелативния съд в САЩ. После става адвокат в правната кантора на „Wachtell, Lipton, Rosen & Katz“, една от най-престижните в Ню Йорк, и помощник-адвокат на прокурора в окръжен съд на САЩ за Южния окръг на Ню Йорк. За кратко е гостуващ преподавател в Станфордския университет и Университета „Duke“. От 1990 г. работи в Йейлския университет, като от 1994 г. е професор и преподава „Конституционно право“ и „Наказателно право и администрация“. Със своят очарователен външен вид, ерудиция и познания, той е легенда сред студентите. Бил е представител на САЩ в Съвета на Европа.
Проф.Рубенфелд е женен за Ейми Чуа, която е от китайски произход и е адвокат и писател (автор на „World on Fire“ и „Battle Hymn of the Tiger Mother“). Имат две дъщери Луиза и София, които са възпитавани строго, според китайските обичаи на майка им (майка-„тигър“). От 2005 г. до 2010 г. живеят в Ню Йорк, а след това в огромна тухлена къща с висок жив плет в Ню Хейвън, Кънектикът.

## Творчество
Първите му книги са документални изследвания в областта на неговата професия.
За първия си роман „Тълкуване на убийството“, който излиза през 2006 г., Рубенфелд е подтикнат от съпругата си и значителен аванс от издателството. Историята се върти около измислен случай на убийство по време на посещението на Зигмунд Фройд и Карл Юнг в Ню Йорк през 1909 г. Героят д-р Стратъм Янгър ползва тяхната помощ в разследването. Романът става хит в Англия, получава наградата „Richard & Judy Best Read of the Year“ на годишните награди „Galaxy“ през 2007 г., а след това е преведена на над 30 езика и е продадена в над 1 млн. екземпляра.
Вторият роман от 2010 г. „Инстинкт за смърт“ (The Death Instinct) разказва за терористичните актове на 16 септември 1920 г. в Ню Йорк, довели до смъртта и осакатяването на 400 души, за извършителите и защо те не са заловени от държавните органи. Д-р Стратъм Янгър, подпомогнат от годеницата си Колет Русо и от детектив Джеймс Литълмор, се заемат със случая. Разследването на конспирацията минава от лабораторията на Мария Кюри в Париж до тайнствената Прага и от дома на Зигмунд Фройд във Виена до коридорите на властта във Вашингтон.
По негови думи той планира да продължи поредицата със своите герои.
В своето творчество Рубенфелд е последовател на Греъм Грийн, Конан Дойл и Патрик О'Брайън.

## Произведения

### Романи
- The Interpretation of Murder[2] (2006)
Тълкуване на убийството, изд.: ИК „Бард“, София (2008), прев. Елена Кодинова
- The Death Instinct (2010)
Инстинкт за смърт

### Документални книги
- Freedom and Time: A Theory of Constitutional Self-Government (2001)
- Revolution by Judiciary: The Structure of American Constitutional Law (2005)
- Satsujinsha Wa Yume O Miruka Jo (2007)
- Satsujinsha Wa Yume O Miruka Ge (2007)
- The Triple Package (2014) - с Ейми Чуа